# Arkadiusz Paturej
Arkadiusz Paturej (ur. 19 sierpnia 1958 w Braniewie) – polski bokser, działacz sportowy i trener, brązowy medalista mistrzostw Polski w boksie.

## Życiorys
Jest absolwentem wydziału biologii Wyższej Szkoły Pedagogicznej w Słupsku. Uprawianie sportu rozpoczął w 1968 roku w Gdańsku od hokeja na lodzie. Boks trenował w klubach Wybrzeże Gdańsk (1973-76) i Czarni Słupsk (od 1977). W 1975 został wicemistrzem Polski juniorów, w 1976 reprezentował Polskę na Młodzieżowych Mistrzostwach Europy w Izmirze, w 1979 zdobył brązowy medal mistrzostw Polski w boksie w wadze piórkowej. Od 1983 był trenerem sportów walk. Jest założycielem i trenerem szkoły boksu i kick-boxingu UKSW PIRS Olsztyn. Jest promotorem sportów walki na Warmii i Mazurach, wychowawcą medalistów mistrzostw Polski, współorganizatorem wielu turniejów. W latach 2009–2010 był wicestarostą powiatu olsztyńskiego, następnie został dyrektorem Powiatowego Centrum Pomocy Rodzinie.